# Steve Rodgers
Steve Rodgers es un actor australiano, conocido por sus participaciones en teatro y por haber interpretado a Mick McKinnon en la serie HeadLand.

## Carrera
Ha aparecido en comerciales para "OzLotto".
En 1999 interpretó a Johnny Cava en el episodio "Fish Out of the Water" de la serie policíaca Water Rats, anteriormente había aparecido por primera vez en la serie en 1996 donde interpretó a Pete durante el episodio "The Jigsaw Man".
En el 2003 obtuvo un pequeño papel en la película The Postcard Bandit donde interpretó al gerente de la sucursal.
Ese mismo año apareció en la película Super Disco Killer donde interpretó al cartero, Bob.
En el 2004 se unió al elenco principal de la serie australiana Fireflies donde interpretó al oficial de la policía Mike Jones.
En el 2005 se unió al elenco de la serie HeadLand donde interpretó a Mick McKinnon el padre de Maddie McKinnon, hasta el final de la serie en el 2006.
En el 2006 apareció en la serie médica All Saints donde interpretó a Paul Taylor, cuyo hijo Casey Taylor está muriendo luego de que su condición se deteriorara gravemente debido a la distrofia muscular, hasta el 2007. Anteriormente había aparecido por primera vez en la serie en 1998 donde interpretó a Dean Johnson durante el episodio "Give and Take" y en el 2001 donde dio vida a Aaron Douglas en los episodios "Lest We Forget" y "Look Into My Eyes".
En el 2008 dio su voz para el personaje del rey tortuga en la serie animada infantil Sea Princesses.
En el 2009 apareció en un episodio de la serie Legend of the Seeker donde interpretó a Frytss un ladrón que junto a su pareja Clayre, le piden a Gwildor que use magia y cambie sus apariencias por las de Richard y Kahlan para que así pudieran robarle a la gente de Midlands, sin embargo su plan no funciona y son descubiertos.
En el 2011 apareció como invitado en la serie norteamericana Terra Nova donde interpretó a Howard Milner, un residente de la colonia que admite haber matado a Ken Foster (Sweeney Young), un miembro del equipo de seguridad luego de descubrir que Foster estaba teniendo una aventura con su esposa Rebecca Milner (Alice Parkinson), luego de creer que su esposa había sido responsable sin embargo luego se descubre que el oficial Tim Curran (Jay Ryan), había sido el verdadero responsable de la muerte de Foster.
Ese mismo año interpretó a Pete Newman, el padre de Ed Newman (Ben Schumann) en la serie SLiDE.
En el 2013 interpretó al empresario británico-australiano Alan Bond en la miniserie Paper Giants: The Magazine Wars.
El 8 de mayo de 2014 se unió como personaje invitado en la popular serie australiana Home and Away donde interpretó a Mark Nicholson, el padre de Phoebe Nicholson (Isabella Giovinazzo) quien llega a la bahía para intentar que Phoebe deje a Kyle Braxton, su última aparición fue el 10 de junio de 2014 después de que su personaje decidiera irse de la bahía al darse cuenta de que Phoebe no se iría con él.

## Filmografía

### Series de televisión
| Año         | Serie                           | Personaje      | Notas                            |
| ----------- | ------------------------------- | -------------- | -------------------------------- |
| 2014        | The Code                        | Malcolm Coover | 5 episodios                      |
| 2014        | Old School                      | Gary Taggart   | 8 episodios                      |
| 2014        | Home and Away                   | Mark Nicholson | 9 episodios                      |
| 2014        | The Moodys                      | Clive          | episodio "Easter Epiphanies"     |
| 2013        | Paper Giants: The Magazine Wars | Alan Bond      | episodio # 1.1 - miniserie       |
| 2012        | Devil's Dust                    | Peter Gordon   | 2 episodios - miniserie          |
| 2012        | Bikie Wars: Brothers in Arms    | Rex Waters     | episodio # 1.5                   |
| 2011        | Terra Nova                      | Howard Milner  | episodio "Bylaww"                |
| 2011        | SLiDE                           | Pete Newman    | 3 episodios                      |
| 2010        | I Rock                          | Gary Herbert   | 2 episodios                      |
| 2009        | My Place                        | Wal            | episodio "1948 Jen"              |
| 2009        | Legend of the Seeker            | Frytss         | episodio "Mirror"                |
| 2008        | The Hollowmen                   | Joe Hooper     | 2 episodios                      |
| 2008        | Sea Princesses                  | Rey Tortuga    | -                                |
| 2007        | Dangerous                       | Brendan Jones  | 8 episodios                      |
| 2006 - 2007 | All Saints                      | Paul Taylor    | 4 episodios                      |
| 2005 - 2006 | HeadLand                        | Mick McKinnon  | 35 episodios                     |
| 2004        | Fireflies                       | Mike Jones     | 21 episodios                     |
| 1999        | Water Rats                      | Johnny Cava    | episodio "Fish Out of the Water" |
| 1997        | Big Sky                         | Ross           | episodio "Triskaidekaphobia"     |
| 1997        | Fallen Angels                   | Bruce Ulmer    | episodio "Vote for Birdy"        |
| 1996        | Naked: Stories of Men           | Snowy Craven   | episodio "Coral Island"          |
| 1994 - 1995 | G.P.                            | Mr. Boyce      | 2 episodios                      |
| 1992        | A Country Practice              | Micky Rogers   | episodio "Face the Past: Part 1" |
| 1991        | The Miraculous Mellops          | Butterfingers  | episodio # 1.9                   |

### Películas
| Año  | Película                         | Personaje         | Notas |
| ---- | -------------------------------- | ----------------- | --- |
| 2013 | L.O.V.E. Insurance for the Heart | Trevor            | corto - junto a Katherine Hicks, Samson Thompson, Gigi Edgley y Rede Carney                                     |
| 2012 | The Hoarders                     | Bogart            | corto - junto a Madeleine Madden                                                                                |
| 2008 | Valentine's Day                  | Wayne             | junto a Rhys Muldoon, Anita Hegh, Freya Stafford, Roy Billing, Bruce Kerr y Jacinta Stapleton                   |
| 2008 | Cactus                           | Spuddo            | junto a Travis McMahon, David Lyons, Bryan Brown, Shane Jacobson y Zoe Tuckwell-Smith                           |
| 2008 | Bitter & Twisted                 | Jordan Lombard    | junto a Noni Hazlehurst, Leeanna Walsman, Matthew Newton, Gary Sweet, Rhys Muldoon y Basia A'Hern               |
| 2008 | Men's Group                      | Freddy            | junto a Paul Gleeson, Steve Le Marquand, Paul Tassone, William Zappa y Mathew Waters                            |
| 2004 | A Whole New You                  | Derek             | corto - junto a Rachel Gordon, Rhiana Griffith y John Sheerin                                                   |
| 2004 | Go Big                           | Subastador        | junto a Justine Clarke, Tom Long, Alex Dimitriades, Leon Ford, Sacha Horler y Geoff Morrell                     |
| 2004 | The Money                        | Damien            | corto - junto a Dan Wyllie, Gary Eck y Lee Perry                                                                |
| 2004 | Fireflies                        | Mike Jones        | junto a Libby Tanner, Jeremy Sims, Natasha Novak, Nadia Townsend, Christopher Morris y John Waters              |
| 2003 | The Postcard Bandit              | Gerente           | junto a Tom Long, Brett Stiller, Matthew Le Nevez, Genevieve Lemon, Simon Burke, Helen Dallimore y Tasma Walton |
| 2003 | Super Disco Killer               | Bob               | junto a Gary Eck, Akmal Saleh, Richard Carter, Kirstie Hutton, Rob Carlton y Peter Callan                       |
| 2002 | Leunig Animated                  | -                 | junto a Julie McGregor y Sam Neill                                                                              |
| 2002 | Heroes' Mountain                 | John Cameron      | junto a Craig McLachlan, Tom Long, Anthony Hayes, Nadine Garner y Andy Anderson                                 |
| 2001 | La spagnola                      | Maestro           | junto a Lola Marceli, Silvio Ofria, Gabriella Maselli y Alex Dimitriades                                        |
| 2001 | The Bank                         | Wayne Davis       | junto a David Wenham, Anthony LaPaglia, Sibylla Budd, Mandy McElhinney y Mitchell Butel                         |
| 1997 | Oscar and Lucinda                | Hombre en Taberna | junto a Ralph Fiennes, Cate Blanchett, Ciarán Hinds, Tom Wilkinson y Richard Roxburgh                           |
| 1997 | Rust Bucket                      | David             | corto - junto a Rowan Woods, Di Adams, Rex Woods y Jamie Oxenbould                                              |

### Apariciones
| Año  | Programa                          | Personaje | Notas      |
| ---- | --------------------------------- | --------- | ---------- |
| 2013 | I Want to Dance Better at Parties | Phillip   | documental |

### Director, escritor y autor
| Año         | Título                   | Notas                                      |
| ----------- | ------------------------ | ------------------------------------------ |
| 2012 - 2014 | Food                     | obra - co-director - junto a Kate Champion |
| 2009 - 2010 | Rush                     | 2 episodios - escritor                     |
| 2009        | Savage River             | obra - autor                               |
| 2004 - 2006 | Ray’s Tempest            | obra - autor                               |
| 1996        | Lighting and the Snowman | obra - escritor                            |

- Teatro:[2][3]

| Año       | Título                         | Personaje      | Director (a)           | Teatro                | Notas                                                                   |
| --------- | ------------------------------ | -------------- | ---------------------- | --------------------- | ----------------------------------------------------------------------- |
| 2014      | Eight Gigabytes of Hardcore... | -              | Lee Lewis              | Griffin Theatre       | junto a Andrea Gibbs                                                    |
| 2013      | Dance Better at Parties        | Dave           | Gideon Obarzanek       | -                     | junto a Elizabeth Nabben                                                |
| 2013      | Dreams in White                | Gary           | Tanya Goldberg         | Stables Theatre       | junto a Lucy Bell, Mandy McElhinney, Andrew McFarlane y Sara West       |
| 2010      | Measure for Measure            | Encargado      | Benedict Andrews       | Belvoir St. Theatre   | junto a Maeve Dermody, Damon Gameau y Toby Schmitz                      |
| 2008      | The Pillowman                  | Michal         | Craig Ilott            | Belvoir St. Theatre   | junto a Marton Csokas, Lauren Elton, Damon Herriman y Dan Wyllie        |
| 2007      | Riflemind                      | -              | Philip Seymour Hoffman | -                     | junto a Marton Csokas, Susie Porter, Susan Prior y Hugo Weaving         |
| 2005      | Democracy                      | -              | Michael Blakemore      | Sydney Theatre        | junto a Brandon Burke, Roger Oakley, Philip Quast y Sean Taylor         |
| 2004      | Humble Boy                     | Felix Humble   | Sandra Bates           | -                     | junto a Michael Barnacoat, Lucy Bell, Norman Coburn y Carol Willesee    |
| 2004      | Light On The Hill              | -              | Neil Armfield          | Belvoir St. Theatre   | junto a Drew Forsythe, Damon Herriman y Rebecca Massey                  |
| 2002-2003 | Alone It Stands                | -              | Wayne Harrison         | Drama Theatre         | junto a Rupert Cox, Scott Johnson, Travis McMahon y Susan Prior         |
| 2002      | All My Sons                    | -              | Adam Cook              | -                     | junto a Max Cullen, Lynette Curran, Marta Dusseldorp y Paul Gleeson     |
| 2002      | Lobby Hero                     | -              | Kate Gaul              | Ensemble Theatre      | junto a Joanne Priest, Josef Ber y Darren Schnase                       |
| 2001      | Three Sisters                  | -              | Benedict Andrews       | Drama Theatre         | junto a Rose Byrne, Sacha Horler, Robert Menzies y Anthony Phelan       |
| 2000      | Twelfth Night                  | Sir Toby Belch | Richard Roxburgh       | Belvoir St. Theatre   | junto a Marton Csokas, Rodney Dobson, Maya Stange y Doris Younane       |
| 2000      | A Midsummer Night's Dream      | -              | Elke Neidhardt         | His Majesty's Theatre | junto a Jeanette Cronin, Marta Dusseldorp, Ivar Kants y Kristian Schmid |
| 1999      | She Stoops to Conquer          | -              | -                      | Drama Theatre         | junto a John Batchelor, Simon Burke, Peter Carroll y Frank Whitten      |
| 1998-1999 | Cloudstreet                    | -              | Neil Armfield          | Merlyn Theatre        | junto a Max Cullen, Travis McMahon, Kris McQuade y Dan Wyllie           |
| 1998      | Diving For Pearls              | -              | Adam Cook              | Ensemble Theatre      | junto a Danny Adcock, Deborah Kennedy y Sacha Horler                    |
| 1997      | Macbeth                        | -              | Peter Evans            | Chaffey Theatre       | junto a Rachel Gordon, Ben Grant, Peter Lamb y Rupert Reid              |
| 1996      | Night on Bald Mountain         | -              | Neil Armfield          | State Theatre         | junto a Ralph Cotterill, Essie Davis, Gillian Jones y Barry Otto        |
| 1995      | The Blind Giant is Dancing     | -              | Neil Armfield          | Belvoir St. Theatre   | junto a Cate Blanchett, Jacek Koman, Cate McClements y Hugo Weaving     |
| 1994      | That Eye, the Sky              | -              | Richard Roxburgh       | -                     | junto a Celia Ireland, Susan Prior, Richard Roxburgh y David Wenham     |
| 1993      | Time Pieces:A Kind of Reunion  | -              | Mandy Brown            | Courtyard Theatre     | junto a Mandy Brown, Peter Rush y Coralie Wood                          |